# درينجه
درينجه هي مدينة في تركيا تقع في محافظة قوجه ايلي. يبلغ عدد سكانها 125485 نسمة وذلك حسب إحصائيات سنة 2012.

## توأمة
لدرينجه اتفاقيات توأمة مع:
- هونيدوارا